# 고르바토프

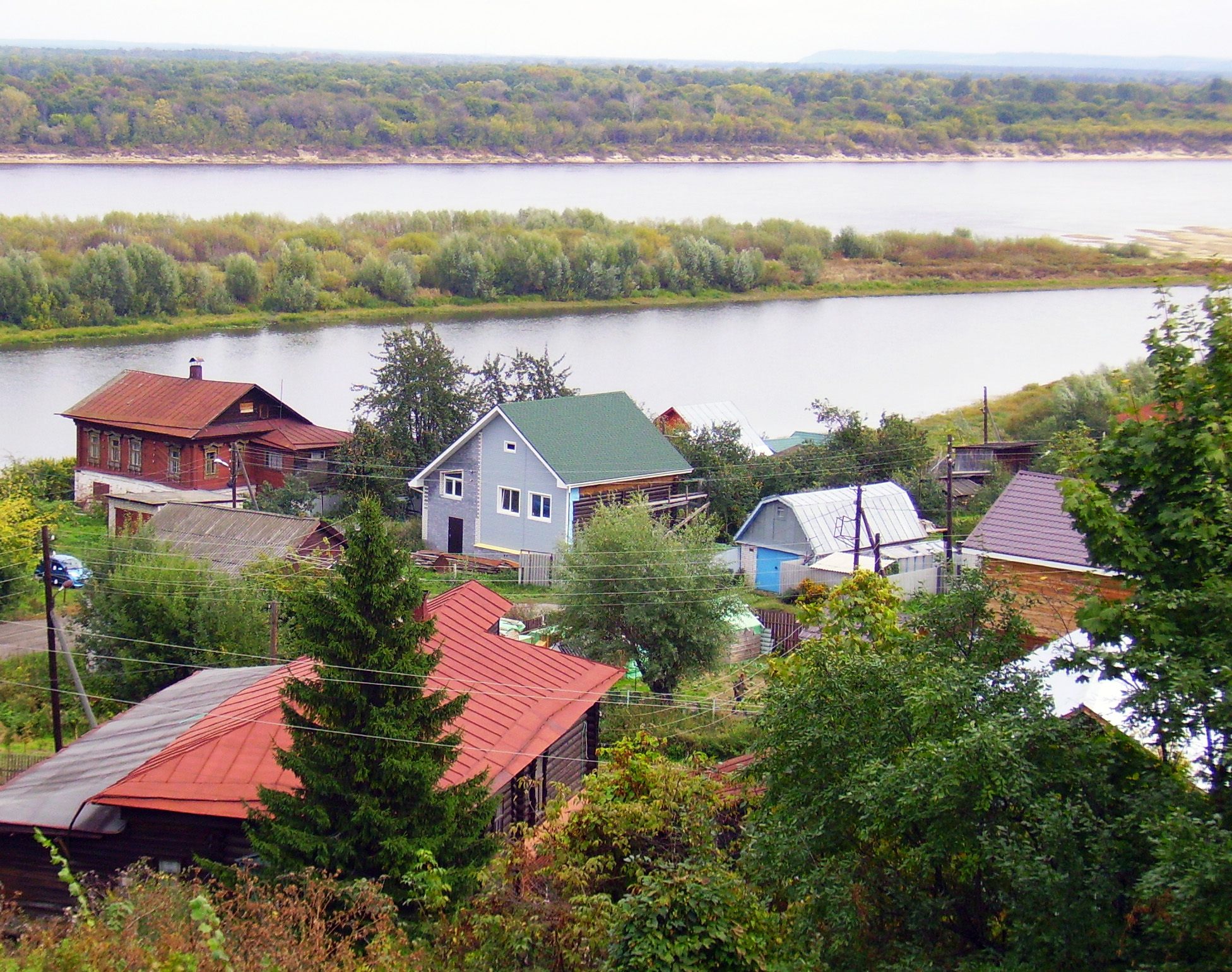
고르바토프의 전경

고르바토프(러시아어: Горбатов)는 니즈니노브고로드주 파블롭스키군에 속한 도시인데, 니즈니노브고로드에서 61 km지점에 위치해 있다. 오카강이 통과해서 흐른다.